# 土牛劉屋老夥房
24°15′55″N 120°48′34″E / 24.265230°N 120.809522°E
土牛劉屋老夥房，是位於臺灣臺中市石岡區土牛里的三合院，建於嘉慶末年，1999年九二一地震毀去後於2006年重建落成，今暫作土牛客家文化館。

## 由來
嘉慶二十年（1815年），官府解除土牛民番地界碑上的禁令，漢族深入東勢角及新社地區。原先在石岡以賣豆腐、日用雜貨為生的劉啟東（劉文進）藉機招佃廣置田產，於次年農曆八月因捐納獲貢生，家族因此成為地方鉅族。
嘉慶末年（約1820年），劉啟東於土牛建立祖祠。此建物主用途作為同宗子孫在此居住與開伙，因此稱為「夥房」或「伙房」。劉啟東逝世後，由兒子劉章仁、劉章職、劉章喜、劉章崧四大房子孫承續。後因老伙房不敷使用，增建新伙房。

## 建築
土牛劉屋老夥房位於德成巷10號，面積達7000多平方公尺，從外門樓進入左側挖有半月池，一旁是百多年的龍眼樹。主建物主建格局為三合院外加橫屋，以門牆分隔內外埕。
正廳德馨堂中祀劉氏歷代宗親牌位，橫樑懸「兄弟貢元」、「仗義卹鄰」、「海甸瑚璉」、「偉望清標」等清治時期匾。對聯「天永文章衍，吉第發品祥；宏開天寶運，奕世兆其昌」，是作為子孫取名的行辈。廳壁為劉文進、劉文進黃姓妻子、劉章職、劉章崧等4幅坐像。
園區有古井、惜字亭等。屋後化胎上的麵包樹，約十九世紀末種植。劉家的媳婦都會以此樹的果實作料理。

## 重建
1999年九二一地震，造成石岡地區28處夥房遭毀。其中土牛劉屋老夥房，僅剩門樓未毀。這些客家夥屋在地震數日後，就遭人趁機搜刮斷垣殘壁的文物賣錢。10月11日，在台中縣客家協會徐登志、蘇永松建議下，台中縣災後重建推動委員會決議，暫援拆除各災區共57處古宅，以利文化界調查。
原先土牛劉屋老夥房祭祀公業管理人劉祥瑛構想是重建後將公廳改為二層樓式，但與宗親逐漸形成共識：若政府願意出錢重建，宗親願意將作客家文物館讓外人參觀。2000年1月23日，土牛劉家宗親率先召開重建說明會。25日，監委黃煌雄前來訪視劉家伙房。7月22日，劉宏明、劉祥三、劉嘉明等宗親將搶救文物搬入貨櫃屋存放，並請國立科學博物館作防蟲處理。若要請政府重建，土牛劉家還需宗親三千多人一半以上同意才能取得建照。原在汽車公司服務的劉祥三便提早退休與宗親奔走、整合各地意見。劉家同意此處地上權暫交55年給政府，以換取重建。8月27日，石岡鄉鄉公所提交8個重建計劃給行政院九二一震災災後重建推動委員會，其中1個就是以建立土牛客家文物館的名目重建土牛劉屋老夥房。12月28日，台中縣政府客家文化諮詢委員會決定以土牛劉屋老夥房作客家文物館。
2001年5月29日，台中縣府函行政院，請協助石岡客家夥房重建。土牛劉屋老夥房重建經費需新台幣5800萬元，由中央政府核定補助4650萬元，其餘由石岡鄉公所自籌。至2002年，東勢、石岡的客家夥房因後代意見不一而多數難以重建，唯獨土牛劉家整合成功。
2005年1月2日，石岡鄉長劉宏基、台中縣長黃仲生、客委會副主委莊錦華主持下，開始重建。劉宏基為土牛劉家第二房的後代。2006年5月9日重建落成時，石岡林家、德興連家、九房黃家、金星張家、梅子林家、萬興郭家代表，以傳遞瓦片填補破水缸作為啟用儀式。後來，劉宏基為報答當時民進黨政府積極重建，在2012年中華民國總統選舉站台支持蔡英文。2016年5月7日，劉祥三因在此作志工，獲台中市政府頒發優良志工，由市長林佳龍親自到場表揚。